# مصطفى هاشمي طبا
السيد مصطفی هاشمي طبا (بالفارسية: سید مصطفی هاشمی طبا) (1946-..) ولد في أصفهان في إيران. هو سياسي إيراني و هو الوزير الأسبق للصناعة والرئيس الأسبق للجنة الوطنية الأولمبية ومساعد الرئيس الإيراني في حكومة آية الله رفسنجاني. في أبريل 2017، أعلن السيد هاشمي طبا ترشحه للانتخابات الرئاسية في إيران.

## روابط خارجية
- مصطفى هاشمي طبا على موقع أوليمبيديا (الإنجليزية)